# Les Éléphants de l'Inde
Les Éléphants de l'Inde è un cortometraggio muto del 1907. Il nome del regista non viene riportato nei credit.

## Trama
Sette enormi elefanti vivono con i loro conducenti che li curano, li lavano, li spazzolano. Dopo la toilette, gli elefanti provano i loro esercizi, eseguendo una serie di acrobazie. Poi, con sopra il conducente, lottano tra di loro, spingendosi a testate.

## Produzione
Il film fu prodotto dalla Pathé Frères.

## Distribuzione
Distribuito dalla Pathé Frères, il film - un cortometraggio di 150 metri - uscì nelle sale francesi nel 1907. La Pathé lo distribuì anche negli Stati Uniti, dove venne importato e presentato il 14 dicembre 1907 con il titolo inglese Elephants in India